# ハレの日 (企業)
株式会社ハレの日は、「虎杖」（いたどり）などの名前で飲食店を運営している日本の企業。株式会社KSGの子会社。
本稿では、2020年12月から2021年3月までの運営企業であった株式会社築地虎杖東京（つきじいたどりとうきょう）と2020年12月までの運営会社であった株式会社虎杖東京（いたどりとうきょう）についても記述する。

## 概要

### 虎杖東京
2002年11月に株式会社虎杖東京が設立。築地場外市場や東京都内などで「日本橋 ま石」「築地虎杖」「麺屋虎杖」「うに虎」などの屋号で店舗を展開し、「カレー担々麺」「海鮮ひつまぶし」「桜海老 鯛らーめん」などの新メニューを開発し、新メニューはマスコミにも取り上げられ、虎杖東京は高い知名度を有していた。
2018年9月期には45億6763万円の売上があった。しかし、2019年9月期の売上は39億3384万円にまでに低下したと同時に、コスト増や支払利息の増加、保険解約損などから2億5533万円の最終赤字を計上し、債務超過へ転落した。
これにとどめを刺すように、2019年12月に関連会社であったAIKジャパンコーポレーションが複数の企業と架空取引を行っていた事が発覚して、虎杖東京の信用が低下。虎杖東京は、AIKジャパンコーポレーションの借入金約12億8000万円の連帯保証を行っていたことが明らかとなった。
2020年に発生した新型コロナウイルスに伴う伴う営業自粛要請や緊急事態宣言により、ほとんどの店舗が一時休業するなど、2020年3月と4月の売上を喪失。さらに、金融機関に対する約定弁済が滞った他、金融機関に対して返済猶予を要請したり、スポンサーを探すなどしていたが、資金繰りは限界に達していた。このため虎杖東京は、2020年6月30日に東京地方裁判所へ民事再生法適用を申請し、同日付で保全・監督命令を受け、同年7月7日に民事再生手続開始決定を受けた。。負債総額は約32億円。
関連会社であったAIKジャパンコーポレーションも2020年7月27日に東京地方裁判所へ破産を申請。同年8月5日に破産手続開始決定を受けた。関連会社であったアルファも、2021年4月12日に東京地方裁判所から特別清算開始決定を受けた。虎杖東京とアルファの株主であったAIKホールディングスも2022年4月13日に東京地方裁判所から破産手続開始決定を受けた。
虎杖東京が行っていた事業は、2020年12月に株式会社KSGが設立した株式会社築地虎杖東京へ譲渡された。虎杖東京は民事再生手続を継続する。

### 築地虎杖東京→ハレの日
KSGは、虎杖東京の事業を譲受する受け皿会社として、2020年12月に株式会社築地虎杖東京を設立。同時に虎杖東京から13店舗を譲受した。築地虎杖東京は不採算店舗は継承しない。
2021年4月1日付で、株式会社KSGソリューションズを存続会社として、KSGソリューションズが築地虎杖東京を吸収合併したと同時に、KSGソリューションズの商号を株式会社ハレの日へ変更した。

## 店舗
2023年現在、築地場外市場や東京ソラマチを中心に13店舗を展開している。